# Bodembedekking

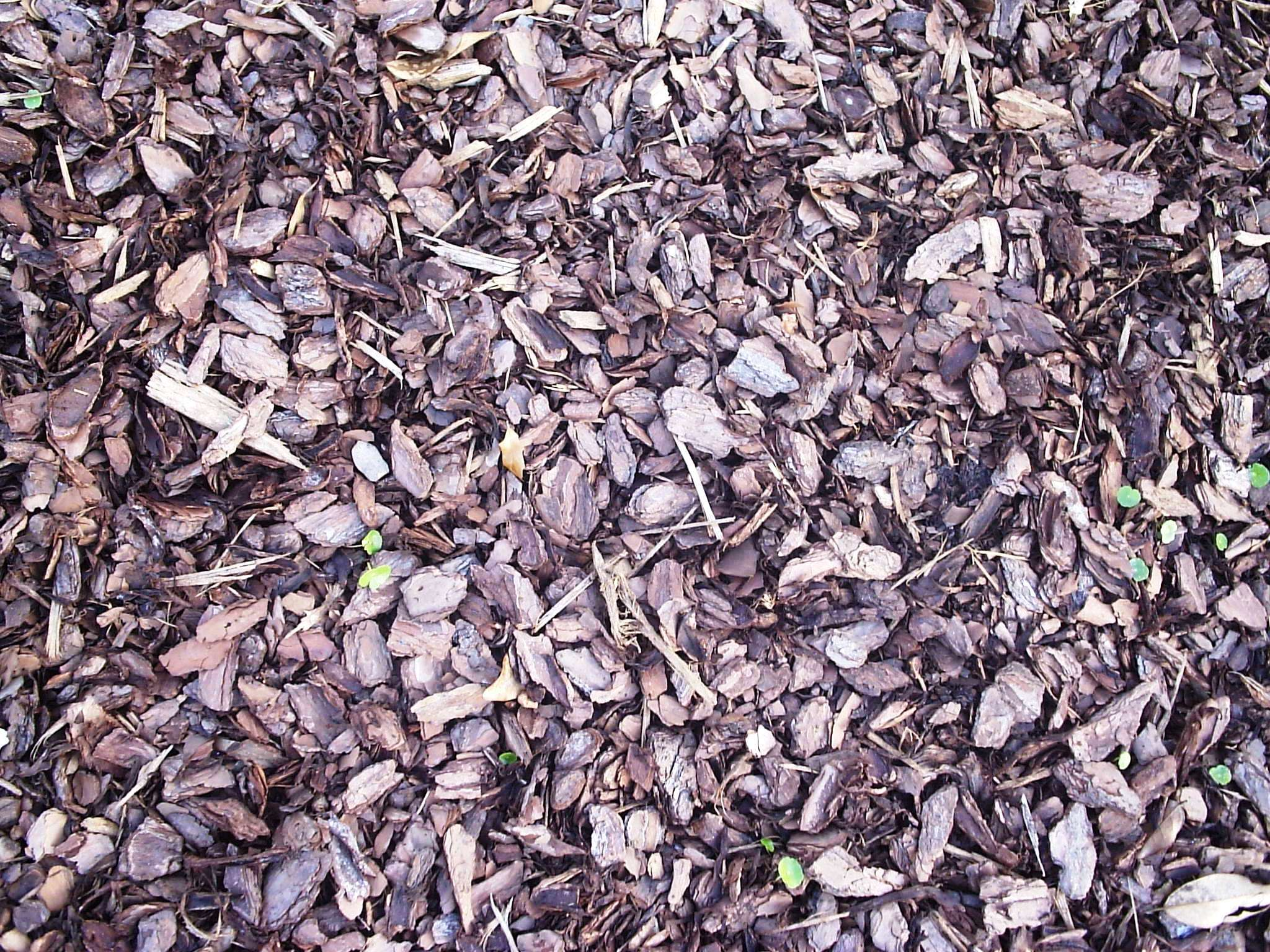
Bodembedekking van houtsnippers

Bodembedekking in de land- en tuinbouw en in siertuinen is een beschermende laag aangebracht op de bodem, met als belangrijkste doel de nadelen van het klimaat ter plaatse te compenseren. In de eerste plaats gaat het om bedekking door vegetatie, bomen of het gewas zelf. Ook kan men mulchen (Eng. mulch). Voor dit doel worden allerlei natuurlijke en synthetische materialen gebruikt. Bodembedekking is een belangrijk onderdeel van tuinieren zonder ploegen, zoals toegepast bij permacultuur.
Bodembedekking wordt voor verscheidene doelen gebruikt:
- het regelen van de bodemtemperatuur: in het voor- en najaar kan de bodem meer warmte vasthouden en in de zomer worden de verschillen tussen dag- en nachttemperatuur verkleind;
- het tegengaan van het ontkiemen van onkruid doordat daglicht de bodem niet kan bereiken;
- het vasthouden van water door de verdamping te vertragen;
- het toevoegen van organisch materiaal en voedingsstoffen door afbraak van het bodembedekkend materiaal;
- het verdrijven van insecten;
- het verbeteren van de groeiomstandigheden door het omhoog reflecteren van zonlicht richting de planten, en door het verschaffen van een schoon, droog oppervlak voor fruit dat op de grond groeit zoals pompoenen en meloenen;
- het tegengaan van erosie: beschermt de bodem tegen wegspoelen door regen;
- het verbeteren van de bodemstructuur
- heesters en vaste planten kunnen dichter bij elkaar worden geplant om het enigszins netter te maken. Alhoewel dit meer geld kost in eerste aanleg, krijgt het onkruid veel minder kans en het onderhoud is ook minder.

Allerlei materialen worden als bodembedekking gebruikt:
- organische resten: hooi, bladeren, stro, tuinturf, zaagsel van ongeverfd hout, boomschors, gemaaid gras, houtsnippers, papiersnippers, karton, cacaodoppen, wol enzovoorts. Het gebruik van veel van deze materialen komt neer op directe compostering;
- compost: hier gaat het om geheel gecomposteerd materiaal waarin eventuele onkruidzaden onschadelijk zijn gemaakt, om voor de hand liggende redenen;

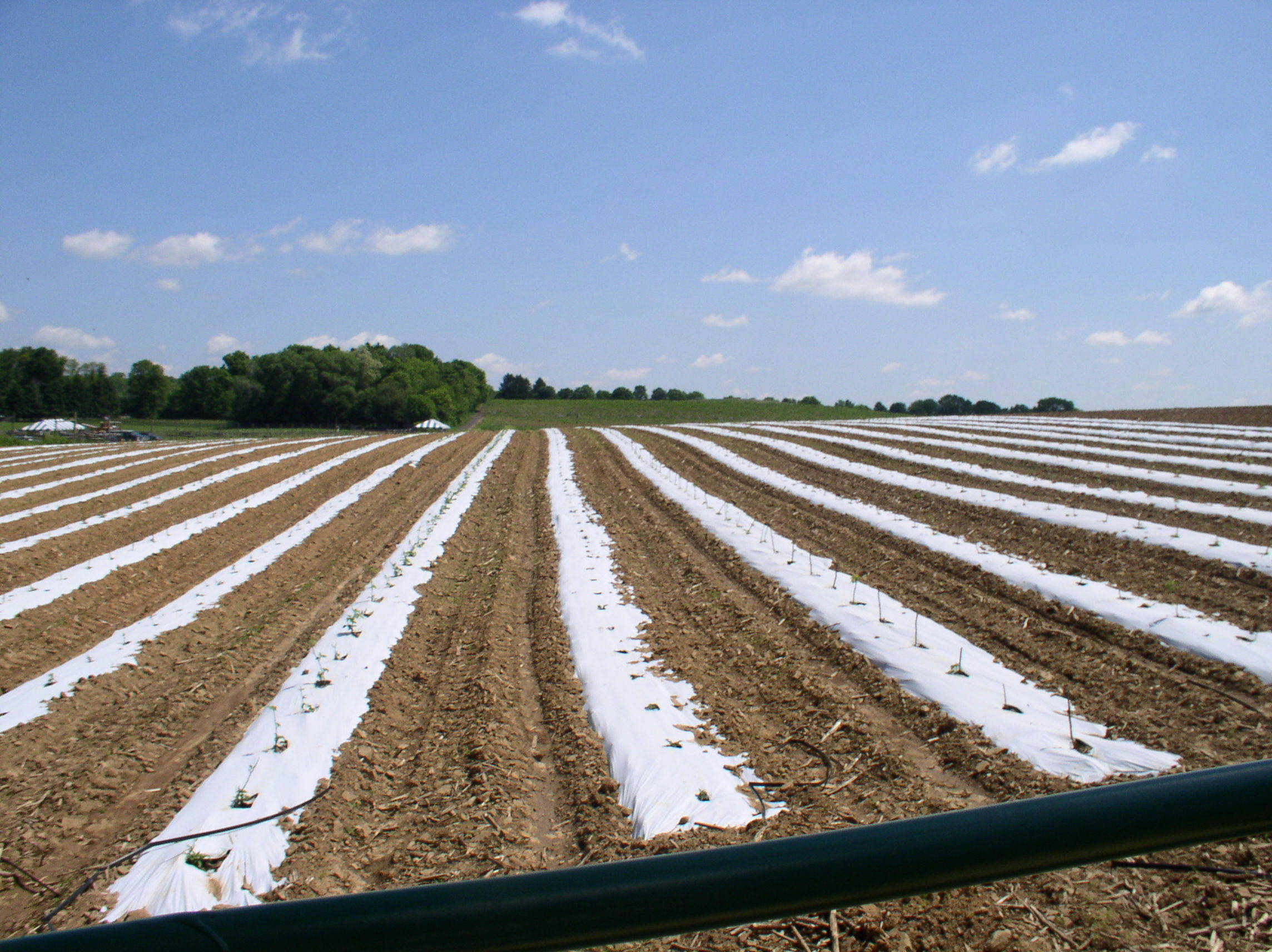
Groenten onder folie

- kunststof: gewassen groeien door naden of gaten in een dunne kunststof folie. Deze methode wordt veel gebruikt bij grootschalige groenteteelt: elk jaar worden miljoenen hectaren onder kunststoffolie bedekt (het kunststofafval dat daarbij vrijkomt wordt wel als een milieuprobleem gezien);
- organische folie: verscheidene milieu-afbreekbare materialen zijn ontwikkeld als alternatief voor kunststoffolie;
- stenen en grind kunnen ook als bodembedekking worden gebruikt. In koude klimaten kan de warmte die door de stenen wordt vastgehouden het groeiseizoen verlengen.

De verrotting van bepaalde organische materialen en het effect van nat worden bij regen en dauw zijn in hoge mate bepalend voor het succes. Soms gaat de verrotting te snel of ontstaat een voor water en lucht ondoordringbare laag, wat voor de gewassen niet bevorderlijk is. In sommige gevallen is het af te raden om het organisch materiaal te gaan gebruiken tussen bepaalde planten, er komen bij het composteringsproces van deze organische materialen (bv. houtsnippers, bladeren, grasmaaisel, ...) schimmels vrij die op de planten overslaan wat uiterst nadelig is (in het bijzonder op gevoelige plantsoorten en bloeiende planten; buxus, rozen, hortensia,...) voor het groeiproces, bloei en dergelijke meer.
Er zitten echter nog enkele nadelen aan een 'jaarronde' mulchlaag. Zo trekt het organische materiaal slakken, mollen en muizen aan. Om deze reden moet de mulchlaag rond planten met grote, sappige bladeren worden verwijderd.
Wanneer er wordt getuinierd op natte grond, houdt de mulchlaag de grond langer nat en dus koud, met name in het voorjaar. De kans op late nachtvorstschade is hier groter dan op de drogere gronden.

## Bij tuinaanleg
Levende bodembedekkers kunnen ook als een soort bodembedekking worden opgevat, of als bodembedekkend gewas. Bij deze techniek zaait men onder het hoofdgewas een bodembedekker die het opkomen van onkruid tegengaat en andere bovenbeschreven gunstige eigenschappen kan hebben. Wintergroene planten bedekken blijvend de bodem. Van bladverliezende planten moet het blad rond en tussen de planten blijven liggen, zodat de bodem ook in de winter beschermd blijft.
Verschillende onkruiden kunnen desondanks tussen de planten opkomen. Dit is vooral lastig bij een gedoornde roos als bodembedekker.

## Maaiveld mulchen
Mulchen betekent letterlijk de grond toedekken. Tuingrond droogt snel uit wanneer deze wordt blootgesteld aan zon en wind. Door het toedekken van de grond wordt het verdampen van water voorkomen. Een gazon of grasveld kan eenvoudig gemulcht worden met gemaaid gras.
Het gemaaide gras wordt eerst uiterst fijn versnipperd in het maaidek van de grasmaaier en vervolgens zo in het gras teruggeblazen. Het fijn versnipperde gras is nagenoeg onzichtbaar. Door de gelijkmatige en fijne verdeling van het snijdsel wordt vervilting van de grasmat en schimmelvorming voorkomen. Het snijdsel composteert en de voedingsstoffen kunnen aldoende direct door de graswortels worden opgenomen.
Mulchen met behulp van gemaaid gras zorgt ervoor dat de graswortels worden koeler gehouden en het vochtverlies wordt verminderd. Tegelijkertijd werkt het snijdsel dat in de grasmat wordt geblazen als meststof. Door de snelle vertering en door de in de bodem levende organismen wordt de meststof diep de grond in gewerkt en daar omgezet in voedingsstoffen voor het gras.
Mulchen dient minimaal een keer per week te gebeuren, maar in het groeiseizoen tweemaal per week. Het gras moet niet langer zijn dan 8 cm en moet maximaal 3 cm korter worden gemaaid. Mulchmaaien gaat het best als het gras droog is, omdat anders het snijdsel gaat plakken en niet goed verdeeld kan worden.